# Squire Gersh
Dit overzicht is mogelijk incompleet; u kunt helpen door het uit te breiden.
Eino William Girsback, beter bekend als Squire Gersh (San Francisco, 13 mei 1913 - 1983) was een Amerikaanse jazz-tubaïst (sousafoon) en contrabassist.
Gersh speelde in San Francisco met Lu Watters, Bob Scobey, Turk Murphy en Mutt Carey. Hij maakte plaatopnames met Watters in 1942 en stond vaak in de opnamestudio met Murphy in de jaren 1950-1966. Hij begeleidde Louis Armstrong bij plaatopnames en toerde met de trompettist in Zuid-Amerika in 1957. Eind jaren vijftig speelde hij in Europa met Kid Ory.

## Voetnoten
1. ↑  Volgens Eugene Chadbourne op Allmusic was zijn geboortenaam Squire Girsback
2. ↑  Volgens website over Louis Armstrong's All Stars